# Theon Greyjoy
Theon Greyjoy George R. R. Martin amerikai író A tűz és jég dala című fantasy-sorozatának, valamint az abból készített televíziós adaptációnak, a Trónok harca című HBO-sorozat szereplője. Westeros egyik királysága, a Vas-szigetek urának legkisebb fia és örököse, aki közel tíz évet töltött a Starkoknál Deresben túszként és fogadott családtagként. A regényekben összesen 13 fejezetet narrál a második és ötödik könyvekben, a tévésorozatban pedig mind a nyolc évadban főszerepet játszik Alfie Allen által megszemélyesítve.

## Karakterleírás
Theon Greyjoy a Vas-szigetek urának, Balonnak legifjabb fiaként nevelkedett fel (kezdetben). Egy nővére, Asha, valamint két bátyja volt, Rodrik és Maron, akik Deres ura, Eddard Stark miatt vesztették életüket. Mikor apja fellázadt a Vastrón birtokosa ellen, az akkor még kilencéves Theon ezért a Starkok felügyelete alá került, de  Ned fiává fogadta, s jó barátja lett  Robbnak és Havas Jonnak.
Theont az apja, ahogy kiderül a cselekmény folyamán, lenézi puhánysága miatt. Theont a nézők először valóban becstelen és áruló karakternek ismerik meg, de később megbánja és kijavítja hibáit, méghozzá hősiességével és önfeláldozásával.

## Szerepe a könyvekben

### Trónok harca
Theon Greyjoynak apja lázadását követően a Stark-család túszaként kellett élnie, de Deres ura, Eddard Stark gyámfia lett, és jó barátságba került a legidősebb fiúval, Robbal.  Miután a Lannisterek kivégzik Nedet, Theon Robb-bal együtt indul megbosszulni apjuk halálát. Zúgónál szétverik Jaime Lannister seregét, és elfogják a férfit.

### Királyok csatája
Robb elküldi Theont a fiú apjához a Vas-szigetekre segítség reményében, azonban Balon királlyá koronázza magát, és Deres elfoglalását tervezi. Nem bízva Theonban, fosztogató munkára küldi, ő viszont meg akar felelni az apjának. Robb távollétében húsz emberével csellel beveszi a várat. Magát Deres hercegévé nevezi ki. Egy nap azt veszi észre, hogy a két kisebb Stark-fiú, Bran és Rickon eltűnt, és a fogoly Bűzös javaslatára két parasztfiút gyilkol le s állít be Stark-gyerekeknek. Nővére, Asha meglátogatja, leszídja az aljas trükkéért, és megkéri, hogy adja fel Derest. Theon Bűzöst küldi segítségért. Hamarosan megérkezik a Starkokhoz a hűséges Ser Rodrik, mire Theon a vár feladásán kezd gondolkozni. Ekkor azonban hátbatámadják a sereget Bűzösék, a vasemberek pedig azt hiszik megmenekültek. Beengedik a sereget, de ekkor Bűzös elárulja, hogy valójában ő Ramsay Bolton, Roose Bolton hírhedt fattya. Leüti Theont, emberei lekaszabolják a vasembereket, és felgyújtják Derest.

### Kardok vihara
Theon szála nem folytatódik a harmadik könyvben.

### Varjak lakomája
Theon a negyedik könyvből szintén kimarad, annak rövidsége miatt.

### Sárkányok tánca
Kiderül, hogy Theon Ramsay kegyetlen kínzásait követően Bűzössé vált, és most őt kell szolgálnia. Megnyitja a Callin-árkot ura apja, Roose Bolton serege és a Freyek előtt, akik magukkal hozzák az Aryának álcázott Jeyne Poole-t. Theon ugyan felismeri a lányt, de attól tartva, hogy Ramsay kíméletlenül megbünteti, hitelesíti a házasságukat. Abel, a bárd és a mosónők segítségével (akik valójában Mance Rayder és lándzsásasszonyai) végre sikerül megszöknie a szadista Ramsay fogságából, és Stannis Baratheon táborába érkezik, ahol találkozik nővérével, Ashával. 